# Erwinia amylovora

Verspreiding van bacterievuur in 2007

Erwinia amylovora is een gramnegatieve, niet sporenvormende, facultatief anaërobe, staafvormige bacterie. Ze is een plantenpathogeen die de ziekte bacterievuur veroorzaakt, hoofdzakelijk bij planten uit de onderfamilie Maloideae van de rozenfamilie (Rosaceae), waaronder appel- en perenbomen. Er zijn bijna 200 plantensoorten bekend die kunnen aangetast worden door bacterievuur. De bacterie wordt beschouwd als een schadelijk organisme in de landbouw. Ze is een van de schadelijke soorten waarvan volgens Richtlijn 2000/29/EG de introductie en verspreiding in de Europese Unie moet voorkomen worden.
De soort werd in 1882 als Micrococcus amylovorus beschreven door de Amerikaanse botanicus Thomas Jonathan Burrill die ze identificeerde als de veroorzaker van bacterievuur.

## Synoniemen
- Bacillus amylovorus (Burrill) Trevisan
- Bacterium amylovorus (Burrill) Chester
- Erwinia amylovora (Burrill) Winslow et al., 1920

## Verspreiding
E. amylovora komt wijdverspreid voor in Europa, het westelijk deel van Azië, Noord-Afrika, Noord- en Centraal-Amerika en Nieuw-Zeeland. Ze wordt niet aangetroffen in Zuid-Amerika, het grootste deel van Afrika en Azië of Australië.